# Natação nos Jogos Pan-Americanos de 2023 - 100 m peito masculino
A competição de 100 m peito masculino da natação nos Jogos Pan-Americanos de 2023 foi disputada em 21 de outubro no Centro Acuático Estadio Nacional, em Santiago, no Chile. No total, competiram 28 atletas de 19 Comitês Olímpicos Nacionais (CON).

## Calendário
Horário local (UTC-4).
| Data          | Horário | Fase          |
| ------------- | ------- | ------------- |
| 21 de outubro | 09:42   | Eliminatórias |
| 21 de outubro | 16:51   | Final B       |
| 21 de outubro | 16:56   | Final A       |

## Medalhistas
| Ouro   | USA Jacob Foster   |
| Prata  | USA Noah Nichols   |
| Bronze | MEX Miguel de Lara |

## Recordes
Antes desta competição, os recordes mundiais e dos Jogos Pan-Americanos da prova eram os seguintes:
| Tipo                             | Atleta                  | Tempo | Local   | Data                |
| -------------------------------- | ----------------------- | ----- | ------- | ------------------- |
|                                  | GBR Adam Peaty          | 56s88 | Gwangju | 21 de julho de 2019 |
| Recorde dos Jogos Pan-Americanos | BRA Felipe França Silva | 59s21 | Toronto | 17 de julho de 2015 |

## Resultados

### Eliminatórias
Qualificação: Os oito mais rápidos (QA) qualificam-se para a final A e os próximos oito mais rápidos (QB) qualificam-se para a final B.
As eliminatórias foram realizadas em 21 de outubro.
| Pos. | Bateria | Raia | Atleta                | Nacionalidade                | Tempo   | Notas |
| ---- | ------- | ---- | --------------------- | ---------------------------- | ------- | ----- |
| 1    | 3       | 4    | Jacob Foster          | USA Estados Unidos           | 1:00.85 | QA    |
| 2    | 2       | 4    | João Gomes Júnior     | BRA Brasil                   | 1:00.89 | QA    |
| 3    | 4       | 4    | Noah Nichols          | USA Estados Unidos           | 1:01.10 | QA    |
| 4    | 4       | 3    | Gabe Mastromatteo     | CAN Canadá                   | 1:01.37 | QA    |
| 5    | 2       | 3    | Raphael Windmuller    | BRA Brasil                   | 1:01.43 | QA    |
| 6    | 3       | 5    | Jorge Murillo         | COL Colômbia                 | 1:01.46 | QA    |
| 7    | 3       | 3    | Xavier Ruiz           | PUR Porto Rico               | 1:01.67 | QA    |
| 8    | 4       | 5    | Miguel de Lara        | MEX México                   | 1:01.75 | QA    |
| 9    | 4       | 6    | Mariano Lazzerini     | CHI Chile                    | 1:01.90 | QB    |
| 10   | 2       | 5    | James Dergousoff      | CAN Canadá                   | 1:02.19 | QB    |
| 11   | 4       | 8    | Tomas Peribonio       | ECU Equador                  | 1:02.21 | QB    |
| 12   | 4       | 2    | Andres Puente         | MEX México                   | 1:02.42 | QB    |
| 13   | 3       | 6    | Juan García           | COL Colômbia                 | 1:02.77 | QB    |
| 14   | 2       | 2    | Gabriel Morelli       | ARG Argentina                | 1:03.08 | QB    |
| 15   | 2       | 6    | Juan Carrocia         | ARG Argentina                | 1:03.20 | QB    |
| 16   | 3       | 7    | Josué Domínguez       | DOM República Dominicana     | 1:03.52 | QB    |
| 17   | 4       | 7    | Andres Martijena      | DOM República Dominicana     | 1:03.64 |       |
| 18   | 3       | 1    | Tyler Christianson    | PAN Panamá                   | 1:03.73 |       |
| 19   | 2       | 8    | Vicente Villaneuva    | CHI Chile                    | 1:03.80 |       |
| 20   | 3       | 8    | Maximiliano Cereceda  | CHI Chile                    | 1:04.31 |       |
| 21   | 2       | 7    | Eric Veit             | VEN Venezuela                | 1:04.31 |       |
| 22   | 4       | 1    | Kito Campbell         | JAM Jamaica                  | 1:05.08 |       |
| 23   | 2       | 1    | Adriel Sanes          | ISV Ilhas Virgens Americanas | 1:06.13 |       |
| 24   | 1       | 4    | Mark-Anthony Thompson | BAH Bahamas                  | 1:07.18 |       |
| 25   | 1       | 5    | Samuel Williamson     | BER Bermudas                 | 1:08.13 |       |
| 26   | 1       | 3    | Nector Segovia        | ESA El Salvador              | 1:09.26 |       |
| 27   | 1       | 6    | Nikolas Sylvester     | VIN São Vicente e Granadinas | 1:13.11 |       |

### Final B
A final B foi realizada em 21 de outubro.
| Pos. | Raia | Atleta            | Nacionalidade            | Tempo   | Notas |
| ---- | ---- | ----------------- | ------------------------ | ------- | ----- |
| 9    | 6    | Andres Puente     | MEX México               | 1:01.18 |       |
| 10   | 5    | James Dergousoff  | CAN Canadá               | 1:01.97 |       |
| 11   | 4    | Mariano Lazzerini | CHI Chile                | 1:02.11 |       |
| 12   | 7    | Gabriel Morelli   | ARG Argentina            | 1:02.20 |       |
| 13   | 2    | Juan García       | COL Colômbia             | 1:02.29 |       |
| 14   | 3    | Tomas Peribonio   | ECU Equador              | 1:02.59 |       |
| 15   | 8    | Josué Domínguez   | DOM República Dominicana | 1:03.92 |       |
| 16   | 1    | Juan Carrocia     | ARG Argentina            | 1:05.03 |       |

### Final A
A final A foi realizada em 21 de outubro.
| Pos. | Raia | Atleta             | Nacionalidade      | Tempo   | Notas |
| ---- | ---- | ------------------ | ------------------ | ------- | ----- |
| 01 ! | 4    | Jacob Foster       | USA Estados Unidos | 59.99   |       |
| 02 ! | 3    | Noah Nichols       | USA Estados Unidos | 1:00.43 |       |
| 03 ! | 8    | Miguel de Lara     | MEX México         | 1:00.90 |       |
| 4    | 7    | Jorge Murillo      | COL Colômbia       | 1:01.15 |       |
| 5    | 5    | João Gomes Júnior  | BRA Brasil         | 1:01.17 |       |
| 6    | 6    | Gabe Mastromatteo  | CAN Canadá         | 1:01.39 |       |
| 7    | 2    | Raphael Windmuller | BRA Brasil         | 1:01.62 |       |
| 8    | 1    | Xavier Ruiz        | PUR Porto Rico     | 1:02.42 |       |

Legenda
| Recorde mundial                  | Recorde mundial (World record)               |                       | Recorde africano                      | Recorde africano (African) |                                           | Q | Classificado por posição (Qualified) |
| Recorde dos Jogos Pan-Americanos | Recorde pan-americano (Pan-American record)  | Recorde da América    | Recorde da América (Americas)         | q                          | Classificado por melhor tempo (Qualified) |   |                                      |
| Melhor marca do ano              | Melhor marca do ano (World leading)          | Recorde asiático      | Recorde asiático (Asian)              | DNS                        | Não largou (Did not start)                |   |                                      |
| Recorde nacional                 | Recorde nacional (National record)           | Recorde europeu       | Recorde europeu (European)            | DNF                        | Não terminou (Did not finish)             |   |                                      |
| Recorde pessoal                  | Recorde pessoal do atleta (Personal best)    | Recorde da Oceania    | Recorde da Oceania (Oceania)          | DSQ / DQ                   | Desclassificado (Disqualified)            |   |                                      |
| Recorde da temporada             | Recorde da temporada do atleta (Season best) | Recorde sul-americano | Recorde sul-americano (South America) | NM                         | Sem marca (No mark)                       |   |                                      |